# Jessie Redmon Fauset
Jessie Redmon Fauset (ur. 1882, zm. 30 kwietnia 1961) – afroamerykańska powieściopisarka, poetka, redaktorka i nauczycielka.

## Życiorys
Siódme z kolei dziecko (i piąta córka) pastora Redmona Fauseta i jego żony, Anny Fauset. W 1905 roku ukończyła studia z wyróżnieniem na Cornell University, ale czarny kolor skóry uniemożliwił jej znalezienie posady nauczycielki w Filadelfii. W 1906 roku przeniosła się do Waszyngtonu, gdzie uczyła języka francuskiego i łaciny w M Street High School (przemianowanej w 1916 roku na Dunbar High School), przeznaczonej dla czarnych.
W 1912 zaczęła pisanie recenzji, opowiadań i wierszy dla The Crisis, organu NAACP, a w 1918 roku wzięła bezpłatny urlop w szkole w celu spokojnego pisania stałego felietonu pt. The Looking Glass.
W 1919 roku uzyskała stopień magistra filologii francuskiej na University of Pennsylvania i wkrótce potem rozpoczęła pracę w The Crisis na pełnym etacie jako redaktor działu literackiego, a później jako redaktor prowadząca. Podjęła tę decyzję ze względu na swoje ambicje literackie, zaangażowanie w powstający ruch National Association for the Advancement of Colored People, a zwłaszcza z uwagi na swój stosunek uczuciowy do Williama Edwarda Burghardta Du Bois, redaktora naczelnego The Crisis, pisarza, działacza praw obywatelskich, założyciela NAACP, z którym związała się już w czasach studiów. Du Bois pomógł Fauset w uzyskaniu pracy dla nauczycielki na letnich kursach w Fisk University. Od tego momentu przez całe swoje życie prowadzili między sobą korespondencję. Przyjaźń zadzierzgnięta między nimi w latach pracy pisarki w The Crisis odznaczała się wzajemnym podziwem i poparciem. Du Bois zachęcał ją do pracy literackiej i wysoko oceniał jej utwory. Gdy organizował konferencje europejskie w ramach Kongresu Panafrykańskiego, Fauset układała harmonogram jego podróży, zbierała dla niego materiały, redagowała przemówienia i prowadziła gazetę podczas jego nieobecności.
W okresie, kiedy patronowała twórczości młodych literatów murzyńskich (takich, jak Langston Hughes, Walter White, Countee Cullen), piszących dla The Crisis, Fauset założyła i redagowała The The Brownie's Book, pismo dla dzieci. W 1921 roku wyjechała do Londynu, Brukseli i Paryża na drugi Kongres Panafrykański i napisała na ten temat dwa artykuły dla The Crisis. W jej pierwszej powieści There is Confusion (wyd. 1924) występują osoby z patrycjuszowskich rodzin z wyższych sfer, podobnych do tej, w której się wychowała. Mimo sceptycyzmu niektórych białych krytyków i wydawców na temat istnienia świata z tej książki wśród Afroamerykanów, There is Confusion stała się wydarzeniem zarówno literackim, jak i komercyjnym. Uradowana sukcesem autorka wzięła kilkumiesięczny urlop i wyjechała do Europy. Studiowała między innymi na Sorbonie, zbierając materiały do artykułów opartych na jej obserwacjach z podróży.
W 1926 roku zakończyła pracę w The Crisis. Prawdopodobnie spowodowała to długa nieobecność Du Bois, co pozbawiło pisarkę wsparcia emocjonalnego i zawodowego. David Levering Lewis, autor When Harlem Was in Vogue, wysuwa stwierdzenie, jakoby Du Bois i Fauset nie zgadzali się w kwestii tego, co jest, a co nie jest ważną społecznie sztuką afroamerykańską, do tego Du Bois odmówił podobno zwrócenia dwóch i pół tysiąca dolarów, które pożyczyły Fauset i jej siostra w 1923 roku.
Porzuciwszy pracę dla gazety, wróciła do zawodu nauczycielki. Początkowo uczyła w Harlemie w szkole ponadpodstawowej (junior high school), a potem w DeWitt Clinton High School, w nowojorskiej dzielnicy Bronx.
W 1929 roku poślubiła biznesmena Herberta E. Harrisa i opublikowała drugą powieść, Plum Bun. Następnie wydała The Chinaberry Tree (wyd. 1931) i Comedy: American Style (1933). Prowadziła także wykłady na temat wartości młodej murzyńskiej literatury i roli czarnoskórych kobiet w kulturze amerykańskiej.
W 1944 roku opuściła DeWitt Clinton. Przez jeden semestr uczyła w Hampton Institute w stanie Virginia. Umarła w Filadelfii, w domu swojego przyrodniego brata, Earla Huffa.